# Monomorium tumaire
Monomorium tumaire (лат.) — вид мелких муравьёв рода Monomorium из подсемейства мирмицин. Видовое название дано по имени типповой местности (Wadi Tumair, Саудовская Аравия). Африка и Ближний Восток.

## Описание
Мелкие муравьи длиной около 3 мм. От близких видов отличается следующими признаками: цвет светло-коричневый или жёлто-коричневый; метанотальная бороздка неглубоко вдавлена; проподеальная бороздка отчётливая; на нижней стороне головы множество волосков, длина самого длинного из которых превышает максимальную длину глаза; задний край головы с двумя парами волосков; переднеспинка с одной парой волосков, петиоль с одной парой и постпетиоль с двумя парами волосков; брюшко с 12-16 полуотстоящими волосками на первом тергите; голова и мезосома неглубоко сетчато-пунктированные. Усики с 3-члениковой булавой. Усиковые бороздки отсутствуют. Стебелёк между грудкой и брюшком состоит из двух члеников: петиолюса и постпетиолюса (последний четко отделен от брюшка), жало развито.

## Распространение
Северная Африка, Афротропика и Ближний Восток: Йемен, Кувейт, ОАЭ, Оман, Саудовская Аравия, Катар.